# القيقب (ليبيا)
القيقب هي منطقة في الجبل الأخضر. تقع إلى الجنوب من منطقة الأبرق وهي تتبع بلدية درنة، وهناك طريق يربطها بها، كما أن القيقب تقع على طريق لملودة-مراوة-المرج.
من آثارها قلعة القيقب.